# Como te
Como te è un singolo del rapper italiano Geolier, pubblicato il 22 marzo 2019 come primo estratto dal primo album in studio Emanuele. Il brano vede la collaborazione vocale del rapper italiano Emis Killa.

## Video musicale
Il videoclip, diretto da Tony Ruggiero per Nomods Film, è stato pubblicato attraverso il canale YouTube di Geolier.

## Tracce
1. Como te – 3:40